# Anastrepha crebra
Anastrepha crebra är en tvåvingeart som beskrevs av Stone 1942. Anastrepha crebra ingår i släktet Anastrepha och familjen borrflugor. Inga underarter finns listade i Catalogue of Life.